# Pływanie na Letnich Igrzyskach Olimpijskich 2004 – 200 m stylem zmiennym mężczyzn
200 m stylem zmiennym mężczyzn – jedna z konkurencji pływackich, które odbyły się podczas XXVIII Igrzysk Olimpijskich. Eliminacje i półfinał miały miejsce 18 sierpnia, a finał 19 sierpnia. 
Mistrzem olimpijskim został reprezentant Stanów Zjednoczonych Michael Phelps, który poprawił swój rekord olimpijski z pierwszego półfinału (1:58,52), uzyskując w finale czas 1:57,14. Srebrny medal z czasem 1:58,78 zdobył Amerykanin Ryan Lochte. Na trzecim miejscu ze stratą 0,02 s do Lochtego uplasował się George Bovell z Trynidadu i Tobago ustanawiając rekord swojego kraju (1:58,80).
Złoty medalista w tej konkurencji z 2000 roku, Włoch Massimiliano Rosolino nie zakwalifikował się do finału i ostatecznie zajął 11. miejsce.

## Terminarz
Wszystkie godziny podane są w czasie greckim (UTC+03:00) oraz polskim (CEST).
| Data             | Godzina rozpoczęcia | Godzina rozpoczęcia |            |
| Data             | UTC+03:00           | CEST                |            |
| ---------------- | ------------------- | ------------------- | ---------- |
| 18 sierpnia 2004 | 11:10               | 10:10               | Eliminacje |
| 18 sierpnia 2004 | 20:38               | 19:38               | Półfinały  |
| 19 sierpnia 2004 | 20:18               | 19:18               | Finał      |

## Rekordy
Przed zawodami rekord świata i rekord olimpijski wyglądały następująco:
| Rekord            | Zawodnik              | Czas    | Miejsce      | Data             |
| ----------------- | --------------------- | ------- | ------------ | ---------------- |
| Rekord świata     | Michael Phelps        | 1:55,94 | College Park | 9 sierpnia 2003  |
| Rekord olimpijski | Massimiliano Rosolino | 1:58,98 | Sydney       | 21 września 2000 |

W trakcie zawodów ustanowiono następujące rekordy:
| Data        | Etap konkurencji | Zawodnik       | Czas    | Rekord |
| ----------- | ---------------- | -------------- | ------- | ------ |
| 18 sierpnia | półfinał 1       | Michael Phelps | 1:58,52 | OR     |
| 19 sierpnia | finał            | Michael Phelps | 1:57,14 | OR     |

## Wyniki

### Eliminacje
| Miejsce | Wyścig | Tor | Zawodnik                  | Państwo            | Czas      | Uwagi |
| ------- | ------ | --- | ------------------------- | ------------------ | --------- | ----- |
| 1.      | 6      | 3   | László Cseh               | Węgry              | 1:59,50   | Q     |
| 2.      | 7      | 4   | Michael Phelps            | Stany Zjednoczone  | 2:00,01   | Q     |
| 3.      | 5      | 4   | George Bovell             | Trynidad i Tobago  | 2:00,65   | Q     |
| 4.      | 7      | 3   | Jiro Miki                 | Japonia            | 2:00,93   | Q     |
| 5.      | 7      | 5   | Thiago Pereira            | Brazylia           | 2:01,12   | Q     |
| 6.      | 6      | 6   | Alessio Boggiatto         | Włochy             | 2:01,30   | Q     |
| 7.      | 6      | 8   | Dean Kent                 | Nowa Zelandia      | 2:01,31   | Q     |
| 8.      | 6      | 7   | Vytautas Janušaitis       | Litwa              | 2:01,32   | Q     |
| 9.      | 7      | 6   | Takahiro Mori             | Japonia            | 2:01,33   | Q     |
| 10.     | 6      | 4   | Ryan Lochte               | Stany Zjednoczone  | 2:01,41   | Q     |
| 11.     | 6      | 5   | Massimiliano Rosolino     | Włochy             | 2:01,56   | Q     |
| 12.     | 7      | 2   | Robin Francis             | Wielka Brytania    | 2:01,57   | Q     |
| 13.     | 6      | 2   | Adrian Turner             | Wielka Brytania    | 2:01,73   | Q     |
| 14.     | 7      | 7   | Tamás Kerékjártó          | Węgry              | 2:01,75   | Q     |
| 15.     | 5      | 2   | Oussama Mellouli          | Tunezja            | 2:01,94   | Q,    |
| 16.     | 4      | 4   | Ioannis Kokkodis          | Grecja             | 2:02,11   | Q     |
| 17.     | 7      | 1   | Adam Lucas                | Australia          | 2:02,12   |       |
| 18.     | 4      | 3   | Michaił Aleksandrow       | Bułgaria           | 2:02,39   |       |
| 19.     | 6      | 1   | Zhao Tao                  | Chiny              | 2:02,41   |       |
| 20.     | 5      | 5   | Jani Sievinen             | Finlandia          | 2:02,79   |       |
| 21.     | 5      | 7   | Christian Keller          | Niemcy             | 2:02,93   |       |
| 22.     | 4      | 5   | Sergiy Sergeyev           | Ukraina            | 2:03,26   |       |
| 23.     | 4      | 8   | Bradley Ally              | Barbados           | 2:03,29   |       |
| 24.     | 5      | 8   | Wu Peng                   | Chiny              | 2:03,60   |       |
| 25.     | 4      | 7   | Guntars Deičmans          | Łotwa              | 2:03,68   |       |
| 26.     | 5      | 1   | Diogo Yabe                | Brazylia           | 2:03,86   |       |
| 27.     | 5      | 3   | Justin Norris             | Australia          | 2:03,87   |       |
| 28.     | 5      | 6   | Brian Johns               | Kanada             | 2:03,95   |       |
| 29.     | 7      | 8   | Alexei Zatsepine          | Rosja              | 2:04,11   |       |
| 30.     | 4      | 6   | Jeremy Knowles            | Bahamy             | 2:04,22   |       |
| 31.     | 3      | 6   | Jacob Carstensen          | Dania              | 2:04,80   |       |
| 32.     | 3      | 3   | Kim Bang-hyun             | Korea Południowa   | 2:05,06   |       |
| 33.     | 3      | 2   | Miguel Molina             | Filipiny           | 2:05,28   |       |
| 34.     | 3      | 4   | Krešimir Čač              | Chorwacja          | 2:05,33   |       |
| 35.     | 2      | 4   | Raouf Benabid             | Algieria           | 2:06,34   |       |
| 36.     | 2      | 6   | Hocine Haciane            | Andora             | 2:06,48   |       |
| 37.     | 4      | 1   | Darian Townsend           | Południowa Afryka  | 2:07,04   |       |
| 38.     | 2      | 3   | Ałeksandar Miładinowski   | Macedonia Północna | 2:07,39   |       |
| 39.     | 3      | 5   | Andrei Zaharov            | Mołdawia           | 2:07,40   |       |
| 40.     | 3      | 1   | Albert Christiadi Sutanto | Indonezja          | 2:07,55   |       |
| 41.     | 2      | 1   | Andrew Mackay             | Kajmany            | 2:07,65   |       |
| 42.     | 2      | 2   | Oleg Puxnatiy             | Uzbekistan         | 2:08,24   |       |
| 43.     | 3      | 7   | Gary Tan                  | Singapur           | 2:08,44   |       |
| 44.     | 2      | 7   | Wu Nien-pin               | Chińskie Tajpej    | 2:08,72   |       |
| 45.     | 1      | 4   | Jorge Oliver              | Portoryko          | 2:08,84   |       |
| 45.     | 2      | 5   | Orel Oral                 | Turcja             | 2:08,84   |       |
| 47.     | 3      | 8   | Malick Fall               | Senegal            | 2:12,13   |       |
| 48.     | 1      | 3   | Georgios Dimitriadis      | Cypr               | 2:12,27   |       |
| 49. !   | 4      | 2   | Peter Mankoč              | Słowenia           | 9:99,98 ! | DNS   |
| 50. !   | 1      | 5   | Yevgeniy Ryzhkov          | Kazachstan         | 9:99,98 ! | DSQ   |

### Półfinały

#### Półfinał 1
| Miejsce | Tor | Zawodnik            | Państwo           | Czas    | Uwagi |
| ------- | --- | ------------------- | ----------------- | ------- | ----- |
| 1.      | 4   | Michael Phelps      | Stany Zjednoczone | 1:58,52 | Q,    |
| 2.      | 2   | Ryan Lochte         | Stany Zjednoczone | 1:59,58 | Q     |
| 3.      | 6   | Vytautas Janušaitis | Litwa             | 2:00,57 | Q,    |
| 4.      | 5   | Jiro Miki           | Japonia           | 2:01,09 | Q     |
| 5.      | 3   | Alessio Boggiatto   | Włochy            | 2:01,27 |       |
| 6.      | 8   | Ioannis Kokkodis    | Grecja            | 2:01,57 |       |
| 7.      | 1   | Tamás Kerékjártó    | Węgry             | 2:01,89 |       |
| 8.      | 7   | Robin Francis       | Wielka Brytania   | 2:03,85 |       |

#### Półfinał 2
| Miejsce | Tor | Zawodnik              | Państwo           | Czas    | Uwagi |
| ------- | --- | --------------------- | ----------------- | ------- | ----- |
| 1.      | 4   | László Cseh           | Węgry             | 1:59,65 | Q     |
| 2.      | 3   | Thiago Pereira        | Brazylia          | 2:00,07 | Q     |
| 3.      | 5   | George Bovell         | Trynidad i Tobago | 2:00,31 | Q     |
| 4.      | 2   | Takahiro Mori         | Japonia           | 2:00,57 | Q     |
| 5.      | 8   | Oussama Mellouli      | Tunezja           | 2:01,11 | AF    |
| 6.      | 7   | Massimiliano Rosolino | Włochy            | 2:01,29 |       |
| 7.      | 6   | Dean Kent             | Nowa Zelandia     | 2:01,94 |       |
| 8.      | 1   | Adrian Turner         | Wielka Brytania   | 2:02,86 |       |

### Finał
| Miejsce | Tor | Zawodnik            | Państwo           | Czas    | Uwagi |
| ------- | --- | ------------------- | ----------------- | ------- | ----- |
| 1. !    | 4   | Michael Phelps      | Stany Zjednoczone | 1:57,14 | OR    |
| 2. !    | 5   | Ryan Lochte         | Stany Zjednoczone | 1:58,78 |       |
| 3. !    | 2   | George Bovell       | Trynidad i Tobago | 1:58,80 | NR    |
| 4.      | 3   | László Cseh         | Węgry             | 1:58,84 |       |
| 5.      | 6   | Thiago Pereira      | Brazylia          | 2:00,11 |       |
| 6.      | 1   | Takahiro Mori       | Japonia           | 2:00,60 |       |
| 7.      | 7   | Vytautas Janušaitis | Litwa             | 2:01,28 |       |
| 8.      | 8   | Jiro Miki           | Japonia           | 2:02,16 |       |